# Thylamys
Thylamys är ett släkte i familjen pungråttor som förekommer i mellersta och södra Sydamerika.

## Beskrivning
Arterna liknar möss i utseende men är inte släkt med dem. Pälsen har på ovansidan en grå till brun färg, undersidan är ljusare, ofta gul- eller vitaktig. Kring ögonen finns en mörk ring. Individerna har en spetsig nos och stora öron. Svansen är naken eller bär bara enstaka hår. Före den kalla årstiden lagras fett i svansen (undantag T. macrurus). Framtassarna är utrustade med skarpa klor. Kroppslängden ligger mellan 7 och 15 cm och därtill kommer en 9 till 16 cm lång svans. Vikten ligger mellan 18 och 55 gram.
Dessa pungråttor har varierande habitat och vistas både i låglandet och i bergstrakter. De går på marken och klättrar i träd. De vilar i självbyggda bon av växtdelar eller i bon som byggts av andra djur samt i naturliga håligheter. Vissa arter går under vintern i ide. De äter bland annat insekter, andra ryggradslösa djur och frukter. Thylamys elegans kan para sig från september till mars och har oftast två kullar per år med 8 till 12 ungar, sällan upp till 15.

## Arter och utbredning
Arterna listades tidigare i släktet dvärgpungråttor (Marmosa) och flyttades vid början av 1990-talet till ett eget släkte. Beroende på auktoritet skiljs mellan fem och tio arter.
- Thylamys elegans lever i Peru, Bolivia, Chile och nordvästra Argentina.
- Thylamys macrura förekommer i Paraguay och södra Brasilien.
- Thylamys pallidior hittas i Bolivia och Argentina.
- Thylamys pusilla finns i södra Brasilien, södra Bolivia, Paraguay och Argentina.
- Thylamys velutinus lever i södra Brasilien.
- Nyare taxonomiska avhandlingar listar ytterligare fem arter.

IUCN listar 13 arter, däribland en med sårbar (VU), en med nära hotad (NT) och två med kunskapsbrist (DD).
- Thylamys venustus hittas i Bolivia och norra Argentina.